# Harry Escott
Harry Escott est un compositeur britannique de musiques de films né le 9 septembre 1976 à Londres. Il a étudié au Somerville College (Oxford). C'est un compositeur qui a une histoire remarquable de collaboration créative dans le domaine des arts. Il a travaillé avec de nombreux noms célèbres tels que Steve McQueen, Michael Winterbottom et Clio Barnard. Harry a également composé la musique de plusieurs films primés, dont Poppy Shakespeare, récompensé par un BAFTA, et The Road to Guantánamo, récompensé par Berlinale.

## Filmographie

### Cinéma

#### Longs métrages
- 2005 : Hard Candy de David Slade (co-compositeur avec Molly Nyman)
- 2005 : Miss Montigny de Miel Van Hoogenbemt (co-compositeur avec Molly Nyman)
- 2005 : What's Your Name 41? de Marcel Grant
- 2006 : Ghosts de Nick Broomfield (co-compositeur avec Molly Nyman)
- 2007 : Un cœur invaincu (A Mighty Heart) de Michael Winterbottom (co-compositeur avec Molly Nyman)
- 2008 : Shifty d'Eran Creevy (co-compositeur avec Molly Nyman)
- 2010 : I Am Slave de Gabriel Range (co-compositeur avec Molly Nyman)
- 2011 : Shame de Steve McQueen
- 2013 : Punch 119 (Welcome to the Punch) d'Eran Creevy
- 2013 : Le Géant égoïste (The Selfish Giant) de Clio Barnard
- 2014 : L'Affaire Jessica Fuller (The Face of an Angel) de Michael Winterbottom
- 2016 : Tout, tout de suite de Richard Berry
- 2017 : Dark River de Clio Barnard
- 2017 : Damascus Cover de Daniel Zelik Berk
- 2017 : Journeyman de Paddy Considine
- 2018 : L'Enlèvement (The Wedding Guest) de Michael Winterbottom

#### Courts métrages
- 2010 : Os Olhos Do Farol
- 2013 : Out of Darkness de Manjinder Virk

### Télévision

#### Téléfilms
- 2005 : A View from a Hill de Luke Watson (co-compositeur avec Andy Price)
- 2008 : Poppy Shakespeare de Benjamin Ross (co-compositeur avec Molly Nyman)

#### Mini-séries
- 2009 : Father & Son (4 épisodes)
- 2013 : Run(4 épisodes)
- 2013 : What Remains (4 épisodes)
- 2014 : New Worlds (4 épisodes)
- 2015 : River (6 épisodes)
- 2015 : The Frankenstein Chronicles (6 épisodes)
- 2022 : La Disparition de John Darwin (The Thief, His Wife and the Canoe) (mini-série)

#### Documentaires
- 2003 : We Built This City: New York
- 2005 : Extraordinary People (Série documentaire) (1 épisode)
- 2006 : Half Man, Full Life
- 2006 : The Road to Guantanamo (co-compositeur avec Molly Nyman)
- 2006 : Deep Water (co-compositeur avec Molly Nyman)
- 2006 : Victoria Cross Heroes (mini-série documentaire) (3 épisodes)
- 2007 : New Europe (mini-série documentaire) (3 épisodes)
- 2008 : Independent Lens (mini-série documentaire) (1 épisode)
- 2008 : Stephen Fry in America (mini-série documentaire) (3 episodes)
- 2010 : The Arbor (co-compositeur avec Molly Nyman)
- 2010 : The Battle for Barking
- 2011 : Axis of Light